# Негри, Иосиф Карлович
Иосиф (Жозеф-Антон) Карлович Негри (итал. Giuseppe Negri; 4 (15) ноября 1784 — 6 (18) апреля 1865) — русский антиквар XIX века, коллекционер, художественный эксперт, консультант и оценщик предметов искусств, купец и меценат.

## Биография
Уроженец местечка Элло, Италия. В 1808 приехал в Россию. По другим сведениям, Жозеф Негри значился среди жителей московской Басманной слободы ещё по ревизии 1795 года. Приняв российское подданство, с 15 декабря 1808 года вступил в московское купечество 3-й гильдии Басманной слободы. В январе 1809 открыл торговлю картинами и разными художественными товарами для живописи и рисования, в 1-м квартале Тверской части, на ул. Тверской, в приходе Космодамианской церкви, в доме под № 65, принадлежавшего семье московского купца Кузьмы Усачева, а впоследствии — ген.-майора Дмитрия Васильевича Черткова.
После Отечественной войны 1812 года был уже достаточно известным в Москве торговцем художественными товарами. Следуя распространённой традиции, вступил в масонство. Был членом московской масонской ложи «Александра тройственного спасения», открытой М. П. Баратаевым не позднее 18 июня 1817 года и официально основанной 30 августа 1817 года, в честь прибытия Александра I и императорской семьи в Москву. Ложа насчитывала 215 членов. И. К. Негри посвящён в масоны 11 декабря 1818 года; не позднее 1 октября 1819 года возведен в степень подмастерье; не позднее 1 августа 1820 года в степень мастера-масона. Был офицером ложи: в 1820—1821 годах — обрядоначальник французского отделения; в 1821—1822 годах — первый надзиратель французского отделения.
В 1821 году на месте магазина Негри на ул. Тверской, в доме Черткова, открылся магазин тканей и суконных товаров с.-петербургского купца и владельца суконной фабрики, иностранца Юлиуса Нейенгана, а И. К. Негри открыл свой художественно-антикварный магазин в 5-м квартале Мясницкой части, на ул. Кузнецкий мост, в новопостроенном доме Тверского подворья. В том же — 1821 году, он стал эксклюзивным московским комиссионером С.-Петербургского общества поощрения художеств.
С начала своей деятельности занимался не только антикварной торговлей, но и торговлей художественной бумагой, красками, канцелярскими и разными принадлежностями для занятий художествами и искусствами, музыкальными инструментами и нотами, подарочными книгами, гравюрами и прочими товарами, вином и ликерами, духами и благовониями, разными табаками, сдавал в аренду помещения магазина: в конце 1820-х гг. в магазине Негри на Кузнецком мосту работал винный погреб, в котором велась розничная торговля «лучших ликеров и сладких водок» от купца Яцинта Трипе. В магазине Негри можно было приобрести билеты на концерты и спектакли, дававшиеся как в лучших московских домах, так и на сцене Императорских московских театров. Принималась подписка на московские журналы, такие, как «Московский музыкальный журнал», с 1 января 1829 года издававшийся Московским обществом любителей музыки. Здесь же можно было подписаться на эксклюзивные подарочные издания. Например, в декабре 1817 года только в магазине Негри на ул. Тверской принималась подписка на номерные экземпляры гравированного на стали профильного портрета государыни императрицы Елизаветы Алексеевны, с высочайшего соизволения разрешенные к изданию главному медальеру Монетного двора, статскому советнику Карлу Ивановичу Леберехту — наставнику в медальерном искусстве императрицы.
В марте 1823 года показан среди благотворителей, из числа лиц московского купечества, пожертвовавших в пользу коллежского советника и кавалера Ивана Михайловича Могилевича с семейством средства на сооружение в Москве доходного дома, «с коего дохода ежегодно получается 3000 руб.» По сведениям благотворительной подписки, на октябрь 1825 года показан среди лиц, пожертвовавших средства в пользу высочайше учрежденного с 27 августа 1824 года Комитета для сооружения памятника Дмитрию Ивановичу Донскому на Куликовом поле в честь победы, одержанной над татарами в 1380 году. Этот известный и сохранившийся до наших дней памятник был открыт 8 сентября 1850 года.
Во второй половине 1820-х годов был назначен поверенным в делах и управляющим имуществом подмосковного имения в Дубровицах внучатого племянника московского сенатора А. А. Арсеньева — графа Матвея Александровича Дмитриева-Мамонова, за участие в тайных обществах объявленного душевнобольным и находившегося под дворянской опекой. По свидетельству современников, был одним из немногих лиц, кому граф доверял. Хорошо был знаком с семьей сенатора, поскольку А. А. Арсеньев являлся опекуном над имением графа, управляя денежными его делами. Сын сенатора — Илья Александрович Арсеньев, надворный советник, в конце жизни служивший по ведомству Министерства финансов, редактор-издатель популярных столичных изданий: сатирического журнала «Заноза», газеты «Петербургский листок» и «Петербургской газеты» — хорошо знал семью И. К. Негри, и оставил мемуарные заметки о его проживании, вместе с другими представителями итальянской художественной диаспоры, среди которых выделялись: Иван Петрович Витали́ — архитектор, скульптор-монументалист, декоратор и педагог; Николай Иванович Тончи́ — известный неклассный живописец, график и портретист, увлекавшийся литературой и музыкой, служивший инспектором рисовальных классов Архитекторской школы в Москве; архитектор Кремлёвской экспедиции Лев Петрович Карлони; итальянские певцы-кастраты, братья «музичи» Бравура — в усадьбе Арсеньевых, на ул. Мясницкой в Москве.
Вместе с работавшим в Москве архитектором, скульптором-орнаменталистом Сантином Петровичем Кампиони и другими лицами, И. К. Негри в 1827—1829 годах состоял душеприказчиком к движимому и недвижимому имению скончавшегося архитекторского помощника Экспедиции кремлевского строения, коллекционера Севастьяна Яковлевича Черфолио, с 1824 года служившего, по архитектурной части, в Медицинском департаменте Министерства внутренних дел.
Во время московского периода жизни, И. К. Негри состоял на городской службе. С 17 декабря 1827 года был избран в ратманы 2-го департамента Московского магистрата на очередное 3-летие, с 1.01.1828 по 1.01.1831 год.
В 1832 году за 10 000 руб., весьма внушительную сумму, соответствовавшую стоимости среднего поместья, продал картину художника Карло Дольчи в российскую императорскую коллекцию.
В 1834 году не стал объявлять на следующий год торговый капитал, не взял свидетельства на право торговли и не внес процентных денег с капитала, в связи с чем, на основании Положения Комитета министров от 19.10.1816, с 1835 года ему запрещалось производить купеческую торговлю и на основании ст. 110, кн. 1, ч. 2, т. 11 Свода законов, с 1.01.1835 года купеческим отделением Дома московского градского общества (в ведении которого находилось все тяглое население города) из купцов 3-й гильдии Басманной слободы переведен в московское мещанское сословие.
Вместе с Негри, по тем же самым причинам и на тех же основаниях, с 1 января 1835 года из купцов 3-й гильдии Екатерининской слободы в мещанское сословие были переведены сыновья сенатора А. А. Арсеньева — братья Илья и Александр Александровичи Арсеньевы, которые происходили из так называемых «дворянских воспитанников», особой социальной группы внебрачных дворянских детей от крепостных девиц, записанные в купеческое сословие с единственной целью — получить образование в Императорском Московском университете, которое давало право на военную и гражданскую службу и дворянское чинопроизводство.
Попытка Негри наладить профессиональную антикварную деятельность в Москве окончилась неудачей. Несмотря на известность: клиентами И. К. Негри упоминаются граф Д. П. Бутурлин, князь Н. Б. Юсупов (старший), сенатор А. Ф. Малиновский, и другие собиратели художественных коллекций, — в том же — 1835 году, он был признан банкротом по вексельным искам. По определению Московского коммерческого суда, с 4 марта 1835 года был объявлен несостоятельным должником и с 25 апреля 1835 года было открыто конкурсное управление по его долгам и имуществу. Конкурсное производство проводилось с апреля 1835 по август 1836 года, когда Московский коммерческий суд, рассмотрев представление конкурсного управления, на основании заключения общего собрания кредиторов И. К. Негри, объявил его «должником несостоятельным несчастным, о чём извещает всех, кому сие ведать надлежит». Объявления в «Московских ведомостях» о торгах по продаже имущества Негри позволяют оценить примерный состав его тогдашней коллекций: разный фарфор и хрусталь с позолотой, мраморные фигуры, эстампы, бронзовые французские часы, старинные серебряные медали, антикварные перстни, золотые кольца, печати с антиками, мраморная статуя Аполлона и мраморная же скульптура «Молчание», живописная картина «Суд Париса», разные антики и «прочие достойные внимания вещи».
Пройдя процедуру банкротства, освободившись от претензий кредиторов и сумев сохранить часть своей коллекции, с 1 января 1837 года Негри вновь вступил в московское купечество 3-й гильдии, и в 1839 году с семьей проживал в 5-м квартале Тверской части, в приходе церкви Святого Митрополита Алексея, в Глинищевском переулке, в доходном доме, под № 451, наследников придворного лейб-хирурга И. П. Эйнбродта.
Начиная с 1833 года он и его старший сын ― Карл, стали ездить в С.-Петербург по делам антикварной торговли в столице. В 1838 году устроил в С.-Петербурге показ коллекции европейской живописи, получивший положительный отклик на страницах «Художественной газеты», и с того же времени старший его сын ― Карл, упоминается помощником отца, привозившим из-за границы новые картины и антики. Продав каменный дом супруги в Сокольниках, в 1842 году с семьей окончательно переехал в С.-Петербург и с 1 января 1843 выбыл из московского купечества.
С 1842 года состоял в с.-петербургском 3-й гильдии купечестве. Открыл антикварный «Магазин редкостей» на Невском проспекте, в бельэтаже дома Мадерни (дом № 14 на Невском проспекте), 1-го квартала, 1-й Адмиралтейской части, против ул. Большой и Малой Морских, где и жил с семьей до своей смерти. Семья Негри породнилась с родом владельца дома — скульптора С. П. Мадерни.
В 1851 году участвовал в благотворительной выставке-продаже, с высочайшего соизволения устроенной в залах Академии художеств, в пользу С.-Петербургского общества посещения бедных, где выставил в пользу кассы общества картину К. П. Брюллова «Итальянка, молящаяся перед образом в лесу» и ещё несколько произведений известных художников.
В 1852 году Негри, вместе со средним сыном, Александром, преобразовал свой «Магазин редкостей» в купеческий торговый дом своего имени, который стал именоваться «Магазином картин, редкостей и художественных произведений Негри с сыном» и был записан как купеческий дом, занимавшийся импортом оптом при С.-Петербургском торговом порте. После смерти отца фирму унаследовал Александр Осипович Негри, с 1866 года состоявший в с.-петербургском 2-й гильдии купечестве и пожалованный почётным званием поставщика двора Его Величества.
Переехав в С.-Петербург, Негри не порвал связи и с Москвой, где весной 1853 года организовал выставку-продажу картин из своей коллекции. В 1854 году картинный отдел магазина Негри, который современники стали называть не иначе, как Художественной галереей, насчитывал до пятисот произведений, среди которых были работы Рубенса, Рембрандта, Тициана, Ван Дейка, Веласкеса, Пуссена, Грёза, Калама, Рёйсдаля и других знаменитых художников. Особо ценные экземпляры стали продаваться путем проведения аукционных торгов и предварительной выставки предметов аукциона, а для покупателей стали издаваться специальные каталоги. Среди его покупателей значились императрица Мария Александровна (Жозеф Хендрик Лис. «Сцена в парке»), князь Н. А. Кушелев-Безбородко (Я. Экхоут. «Карл I с семьей в мастерской Ван Дейка»), и сам император Александр II, купивший в подарок великому князю Николаю Николаевичу Старшему картину Э. Вербукховена «Овцы в овчарне».
Основу торговли Негри первоначально составляли привозившиеся из-за границы художественные картины и изделия. Однако, Негри привозил из Европы не только картины и антиквариат. Он импортировал опыт и принципы устройства европейского антикварного рынка, на которых строил свою деятельность в России. Кроме того, с начала 1850-х годов антиквар стал активно выкупать произведения из художественных коллекций, распродававшихся с торгов столичными казёнными учреждениями, частными лицами и их наследниками, которые после службы в России возвращались в Европу.
После открытия 5 февраля 1852 года общедоступного Императорского музея (Нового Эрмитажа), Негри в 1854 году приобрел значительную часть эрмитажных картин из императорской коллекции старых мастеров, по распоряжению Николая I в течение нескольких месяцев продававшихся с торгов (свыше 1200 полотен). В том же 1852 году, он приобретал картины на аукционе по продаже собрания графа А. Ф. Растопчина. В 1856 году приобрёл значительную часть картин из собрания Энтховена, продававшуюся в доме Штрауха, по ул. Большой Морской. В 1858 году он же приобрёл бо́льшую часть коллекции строителя Исаакиевского собора, архитектора О. О. Монферрана, которую продавала вдова архитектора, уезжавшая жить в Европу. В антикварном магазине Негри работала оценка и скупка картин и художественных изделий, которую осуществлял сам хозяин. Негри стал одним из тех купцов-коллекционеров, кто заложили основу антикварной торговли в С.-Петербурге, получившей в 1870-х годах широкий размах.

## Отзывы и коллекция
Отзывы о жизни и деятельности Негри в своих мемуарах оставили многие известные деятели XIX века: А. Я. Булгаков, П. А. Вяземский, граф М. Д. Бутурлин, И. А. Арсеньев, П. П. Соколов, А. В. Дружинин и др. В петербургский период жизни публикации о магазине Негри и его коллекциях постоянно присутствовали в хронике столичной жизни на страницах периодической печати. Согласно объявлениям, печатавшимся в 1850—1860-х годах в газетах С.-Петербурга, в магазине Негри в продаже были картины разных старых и новых художественных школ, европейский, китайский и японский фарфор, старинная императорская французская и российская мебель, изделия из мрамора, алебастра, древней бронзы, старинное оружие (персидское, турецкое, итальянское, черкесское, индийское), разные «турецкие вещи и множество антиков». Среди изделий, выставленных в 1848 году в магазине Негри, был «в высшей степени замечателен небольшой храм, составленный из разноцветных мелких раковин: работа изумительная! В этом храме поставлен известный монумент Петру Великому, Фальконета. Замечательно, так говорит хозяин выставки, что монумент этот вылеплен известным скульптором Витали́, когда ему было 14 лет от роду».
Осенью 1854 года Негри организовал в С.-Петербурге антикварный аукцион, приуроченный к 45-летию своей деятельности в России и своему 70-летнему юбилею. Он стал первым российским экспертом-антикваром, кто начал составлять и издавать специальные каталоги для участников антикварных торгов, и в настоящее время представляющих большую ценность для изучения истории художественных собраний и коллекций.
Из картин его собрания, которые были им проданы в коллекции разных лиц и в настоящее время хранящихся в Музейном фонде Российской Федерации, известны:
- Гаспар Гресли. «Поиски блохи». Холст, масло. Государственный Эрмитаж;
- Ш.-А. Дю Фреснуа. «Ринальдо и Армида». Холст, масло. Государственный музей-усадьба «Архангельское»;
- Ш. Ж. Натуар. «Воспитание Амура». Холст, масло. Государственный музей изобразительных искусств имени А. С. Пушкина;
- Ж. Х. Лис. «Сцена в парке». Холст, масло. Государственный Эрмитаж;
- Я. И. Экхоут. «Карл I с семьей в мастерской Ван Дейка». Холст, масло. Государственный Эрмитаж.

В коллекции «одного высокого любителя искусств» в С.-Петербурге находилась одна из самых знаменитых картин французского живописца Ф. Буше — портрет «Мадам де Помпадур», приобретенный у И. К. Негри, которому принадлежало ещё два полотна этого художника. В коллекции самого Негри находился один из вариантов знаменитой картины «Святой Себастьян» Гвидо Рени, об утрате которой для России современник с сожалением писал: «Недавно в Петербурге мы видели у г. Негри такие драгоценные картины, ктороые и в нашем Эрмитаже заняли бы не последнее место: и это московские картины, и г. Негри уехал, и куда же он с ними уехал? что если границу; жаль, если св. Себастиан, писанный Гвидо Рени и у него находившийся, уйдет из наших пределов; это будет уже невозвратимая и тяжкая потеря»

## Семья
Негри был женат дважды.
- Первым браком женат на французской подданной, девице Шарлотте Аристовне, урождённой Дюлу (Duloup)[23] (1784—1816)[24]. В первом браке имел сына Карла (1811[1]―?), умершего в начале 1850-х. Он служил управляющим сбытом шелковых фабрик купца Якова Петровича Рошфора в Москве, находившихся в начале 1840-х годов в Басманной и Серпуховских частях города, а к началу 1850-х переведенных в подмосковное Перово. С 23 октября 1848 года К. И. Негри был женат на 18-летней девице Маргарите Ивановне Педотти (1830―?), дочери иностранца Ивана Педотти[25]; в апреле 1852 с.-петербургская 3-й гильдии купеческая невестка М. И. Негри показана вдовой, уволенной в разные города и селения Российской империи для собственной надобности на 8 месяцев[26]; овдовев, 7 января 1853 года она вторым браком вышла замуж за 26-летнего отставного канцелярского служителя 1-го разряда Тверского ДДС, первобрачного, коллежского регистратора Петра Николаевича Шубинского, сына действительного статского советника Н. П. Шубинского и родного брата издателя ж-ла «Исторический вестник», ген.-майора С. Н. Шубинского.[27]
- Вторым браком, не позднее 1818 года, был женат на российской подданной, девице Екатерине-Марии Осиповне Дюлу (Duloup) (1794[28]―?), дочери Филиппа Дюлу, московской домовладелице и, по-видимому, какой-то родственницы первой жены. Екатерина-Мария Осиповна Негри была родной сестрой Шарлотты Осиповны Монгиетти, урождённой Дюлу (Duloup), содержательницы модного московского магазина дамских товаров на ул. Петровке. Во втором браке имел сыновей Александра (1818[29], или 1820[28], Москва — 5.08.1906, С.-Петербург) и Осипа-Филиппа (24.09.1828, Москва[30]—1899, С.-Петербург), впоследствии ставших владельцами магазинов антиквариата и художественных изделий в С.-Петербурге и экспертами-оценщиками предметов искусства. По линии матери они приходились двоюродными братьями видному русскому архитектору, академику И. А. Монгиетти.

Наиболее известным из них был старший сын ― Александр, который стал авторитетным оценщиком художественных коллекций и был консультантом эрмитажных собраний. Например, в объявлении о продаже собрания известного с.-петербургского коллекционера А. А. Ивашева (Ивашова), по случаю его отъезда за границу, состоящего из картинной галереи произведений художников русской, бельгийской, голландской и французской школ, роскошной антикварной мебели, изделий из античной бронзы, фарфора, серебра, библиотеки старинных книг и пр., говорилось, что оценка собрания поручена А. И. Негри и продажа имущества будет осуществляться «без аукциона» по цене предметов, установленной оценщиком. Собрание А. А. Ивашева было одной «из оставшихся непроданными картинных галерей и коллекций художественных вещей». В её состав входили полотна И. К. Айвазовского, А. П. Боголюбова, М. К. Клодта, Л. Ф. Лагорио, Н. Е. Сверчкова, Г. И. Семирадского, И. И. Шишкина, Б. К. Куккука, Д. Хейлара, Э. Вербукховена, Я. Браклера и др. знаменитых художников.
В некрологе А. И. Негри писалось: «Пятого августа, на 88 году от рождения, умер Александр Иосифович Негри, известный антиквар, эксперт в области торговли картинами, гравюрами, бронзой, фарфором, миниатюрами и проч. Негри был сын Иосифа Негри, итальянца по происхождению, бывшего в царствование императоров Николая I и Александра II придворным поставщиком и оценщиком. Таким поставщиком был и Александр Негри, магазин которого, занимавший целый этаж в доме, где фотография Бергамаско, хорошо был известен ещё 15 лет назад высокопоставленным лицам, любителям картин, редкостей и древностей. Этот магазин был в своем роде античный музей, с которым мог равняться, до некоторой степени, только магазин Линевича. Почти до самой смерти Негри был приглашаем для оценки стоимости вещей его специальности; даже оценщики Эрмитажа и ломбардов обращались к знаниям А. И. в случае приобретения картин дорогой стоимости, картин знаменитых художников, так как хорошие копии с подделанными подписями таких художников стали находиться в предложении и отличить дорогой оригинал от хорошей, но сравнительно дешёвой копии, мог только знаток с большой эрудицией и практическим опытом, а такими были покойные И. и А. Негри, хорошо лично известные коронованным особам и многим лицам из царской фамилии. Ал. Негри объездил Европу для пополнения знаний: все выдающиеся картины кисти бессмертных художников, мраморные и бронзовые статуи, группы, бюсты, медальоны-барельефы знаменитых скульпторов он знал наперечет, обладая изумительной памятью. Это был добрый, гостеприимный и жизнерадостного характера человек, и при том один из старейших членов, один из могикан Немецкого клуба. Вечная тебе память, хороший человек!».
Младший сын ― Осип-Филипп, окончивший Императорское Коммерческое училище в С.-Петербурге, пожалованный званием с.-петербургского потомственного почетного гражданина, и так же состоявший в с-петербургском 2-й гильдии купечестве с 1876 года, открыл собственный магазин, во 2-м квартале Спасской части, на ул. Гороховой, в доме № 33, близ Каменного моста (где и проживал), под фирмой «О. О. Негри», в котором, наряду с антикварными фарфором, мебелью, картинами, изделиями из бронзы и прочими антиками, продавались старинные и новые музыкальные инструменты. В начале 1880 года он перенес магазин в Дом голландской реформаторской церкви, близ Полицейского моста. К концу 1880 годов проживал в доме № 49, по Екатерининскому каналу, у Каменного моста, и занимался на своей квартире экспертной оценкой имущества, продававшегося через С.-Петербургскую городскую аукционную камеру. В 1894 году он поступил на службу в С.-Петербургскую контору Государственного банка на должность помощника кассира 3 разряда, в сентябре 1895 года назначен на должность помощника делопроизводителя 3 разряда. Старший его сын ― 25-летний Эдуард, потомственный почетный гражданин, находясь в состоянии психического расстройства, застрелился 4 марта 1890 г. в Москве. Был похоронен в Москве, на Введенских горах. Младший его сын — Осип Осипович (младший), в 1899 году закончил юридический факультет Императорского С.-Петербургского университета и, по ведомству Министерства юстиции, с января 1900 по январь 1903 года служил участковым мировым судьей в С.-Петербурге; с 1903 года — с.-петербургский присяжный поверенный.